# Clube Athletico Paranaense
El Clube Athletico Paranaense és un club de futbol brasiler de la ciutat de Curitiba a l'estat de Paranà. L'estadi del CA Paranaense és l'estadi Joaquim Américo Guimarães, tradicionalment conegut com a Arena da Baixada, reanomenat transitòriament com a Kyocera Arena, amb capacitat per a 28.000 espectadors.
Ha guanyat un Campionat brasiler de futbol (2001), un Campionat brasiler de segona divisió (1995), 25 Campionat paranaense (1925, 1929, 1930, 1934, 1936, 1940, 1943, 1945, 1949, 1958, 1970, 1982, 1983, 1985, 1988, 1990, 1998, 2000, 2001, 2002, 2005, 2009 i una Copa Sesquicentenário (2003).

## Història
L'Atlético Paranaense nasqué com a resultat de la fusió de dos clubs tradicionals de Curitiba, l'Internacional i l'América. La fusió fou anunciada el 21 de març de 1924 i formalitzada cinc dies després. L'estadi escollit pel club fou l'antic estadi de l'Internacional, anomenat Água Verde.
El primer partit del club es disputà el 6 d'abril. El seu primer campionat fou el paranaense de l'any 1925, consolidant el club com un dels més importants de l'estat. El 1934, l'Atlético Paranaense adquirí els terrenys on actualment està situat l'estadi Arena da Baixada.
El 1949, amb la seva novena victòria al campionat paranaense rebé el sobrenom de furacão (en català huracà), atribuït a la seva esplèndida campanya al campionat. Aquest sobrenom ha esdevingut l'àlies del club.
L'any 2001, l'Atlético guanyà el campionat brasiler de futbol, després de derrotar el São Caetano, i el 2004 fou finalista. El seu davanter Washington marcà la xifra rècord de 34 gols en una temporada al campionat brasiler.
A la Copa Libertadores de América, el club ha participat tres cops (fins a l'any 2006), el 2000, 2002 i 2005. Aquest darrer any fou finalista, essent derrotat pel São Paulo Futebol Clube.

## Jugadors destacats
- Edivaldo Hermoza (2004-2008)
- Bellini
- Dejalma Pereira Dias dos Santos
- Kleberson
- Carlos Navarro Montoya